# Stazione di Tamayodo
La stazione di Tamayodo (玉淀駅?, Tamayodo-eki) è una stazione ferroviaria della cittadina di Yorii, nel distretto di Ōsato della prefettura di Saitama, in Giappone, ed è servita dalla linea Tōbu Tōjō delle Ferrovie Tōbu. In questa sezione della linea è disponibile solo il servizio locale, e per dirigersi verso Kawagoe e Ikebukuro, è necessario cambiare treno a Ogawamachi.

## Linee
Ferrovie Tōbu
● Linea Tōbu Tōjō

## Struttura
La stazione è dotata di un marciapiede laterale con un solo binario passante su terrapieno. Il fabbricato viaggiatori si trova a livello del terreno, ed è collegato al marciapiede da una scala.
| 1 | ● Linea Tōbu Tōjō | per Yorii                                     |
| 1 | ● Linea Tōbu Tōjō | per Ogawamachi, Kawagoe, Wakōshi, e Ikebukuro |

## Stazioni adiacenti
| «               | Servizio        | »               |
| Linea Tōbu Tōjō | Linea Tōbu Tōjō | Linea Tōbu Tōjō |
| --------------- | --------------- | --------------- |
| Hachigata       | Locale          | Yorii           |